# J.ROM - Force of Gold
J.ROM - Force of Gold is een vijfdelige Belgische stripreeks waarvan het eerste deel verschenen is in november 2014 en het vijfde deel in september 2016. Het is een spin-off van de stripreeks Suske en Wiske met Jerom in de hoofdrol.
De reeks werd getekend door striptekenaar Romano Molenaar. Bruno De Roover nam de scenario's voor zijn rekening. De strips werden uitgegeven door de Standaard Uitgeverij.

## Geschiedenis
Jerom had reeds van 1962 tot 1982 een eigen stripreeks die verscheen rond de avonturen van Jerom als "Gouden stuntman". Het is een gelijkaardige spin-offreeks geïnspireerd op de eerder verschenen reeks rond Amoras.

## Albums
| Nummer | Titel       | Jaartal (eerste druk) |
| ------ | ----------- | --------------------- |
| 1      | Schaduw     | november 2014         |
| 2      | Helder      | maart 2015            |
| 3      | Verblind    | september 2015        |
| 4      | Bloedmaan   | mei 2016              |
| 5      | Rode sneeuw | september 2016        |

## Personages
| Personage               | Voorkomen in albums                                 | Beschrijving                                                    |
| ----------------------- | --------------------------------------------------- | --------------------------------------------------------------- |
| Jerom                   | Schaduw, Helder, Verblind, Bloedmaan en Rode sneeuw | Hoofdpersonage                                                  |
| Epifanie Nelson (Pi)    | Schaduw, Helder, Verblind, Bloedmaan en Rode sneeuw | De dochter van Darko (de voormalige opdrachtgever van Jerom)    |
| Amanda (Birdsong)       | Schaduw, Helder, Verblind, Bloedmaan en Rode sneeuw | Ze was vroeger de babysitter van Pi                             |
| Cyril                   | Schaduw, Helder, Verblind, Bloedmaan en Rode sneeuw | Nieuwe opdrachtgever van J.ROM                                  |
| Dillon Mantis (ABADDON) | Schaduw, Helder en Verblind                         | Aartsvijand van J.ROM                                           |
| William Bluegrass       | Schaduw, Helder en Verblind                         | Agent en vriend van J.ROM                                       |
| Yulls                   | Schaduw, Helder en Verblind                         | Vriend van ABADDON                                              |
| Mauro Tinner            | Bloedmaan en Rode sneeuw                            | Nieuw Force-lid                                                 |
| Oskar                   | Bloedmaan en Rode sneeuw                            | Crimineel                                                       |
| Gently                  | Bloedmaan en Rode sneeuw                            | Commissaris                                                     |
| Spike                   | Bloedmaan                                           | Agente, assistent van commissaris Gently                        |
| Professor Barabas       | Verblind                                            | Speelde ook mee in de oorspronkelijke Jerom-reeks               |
| Radic                   | Verblind                                            | Gevangenisdirecteur op ATTICA II                                |
| Suarez                  | Verblind                                            | Gevangene die van mensenvlees houdt, een parodie op Luis Suárez |

## Verwijzingen in de reeks
- In het album Helder is er een kleine onopvallende ode en verwijzing naar het lied Mia van de Belgische groep Gorki. Dit op pagina 11 met de tekst, "Heb je dat licht gezien, Mia?".

## Trivia
In het verhaal Het lederen monster uit de stripreeks van Suske en Wiske treedt Jerom ook op als J.ROM.